# Манастир Куманица
Манастир Куманица припада Епархији милешевској Српске православне цркве. Налази се између Пријепоља и Бијелог Поља и Сјенице, тачније налази се на територији општине Сјеница у селу Врбница у долини реке Лим уз саму железничку пругу и магистрални пут, на граници Србије и Црне Горе.
Дуго времена је био разрушен и напуштен. Обновљен је и освећен 12. новембра 2000. године.
Представља непокретно културно добро као споменик културе.

## Историја
Прво писано помињање манастира везује се за 1514. годину. Среће се Куманица на два места у Крушевском поменику. Ту је 1580. године преписан један "Пролог" руком јеромонаха Висариона, а 1604. године приложено му је јеванђеље. У рушевинама су сачувани делови плоча за које се поуздано тврди да потичу из раздобља од краја 13. до средине 15. века, али је простор на северној страни манастира уништен при градњи железнице, па је поузданије датовање првобитне цркве онемогућено. Претпоставља се да је златно доба живота манастира било у другој половини 16. и током 17. века. У оближњем селу Врбници имао је манастир три њиве у свом поседу.
Манастир Куманица је доживео урушавање и запуштење у другој половини 18. века. Тада су из манастира однете свете мошти Св. Григорија и Св. Харалампија. Мошти светаца узели су Пржићи из Бијелог Поља, са намером да их дају цркви Св. Николе (на Светој Гори - прозван "Григоријат"). Али тражили су половину прихода од прилога који буде народ давао, током поклоњења светитељима. Када су то калуђери одбили, "Пржићи су исекли мошти на комаде и тако их продавали". По другом извору, дате су већ изломљене мошти на чување Бијелопољцу Антонију Симоновићу, 1700. године.
Александар Дероко је 1926. године затекао манастирску цркву у рушевинама. Тада су извршена прва снимања и направљен је цртеж основе цркве, а касније је (1933) допунио Ђорђе Бошковић, претпостављајући да црква потиче из 16-17 века.
Пројектом пруге Београд-Бар је требало да траса пруге иде преко дела манастира, али је ипак прилагођењем померен потпорни зид на 5 m од цркве. Током 1971. године је извршено чишћење, ископавање и делимична обнова.
Посвећен је Светом архистратигу Гаврилу. У њему се чувају мошти Светог Григорија Куманичког. Мало је познато ко је био Григорије, сем да се у једном запису помиње као „српски просветитељ и бивши архиепископ“, па чак да потиче „од свете и богоизабране лозе Немањића“. Ово није могуће историографски потврдити и верује се да је одраз легенде.
Обновљен је и реконструисан 2000. године. У време летњег сабора, у оквиру манастирске славе 26. јула, у њему се окупи на десетине хиљада верника, а веома је цењен и међу верницима осталих вероисповести.
Порекло имена манастира није најјасније. Према некима потиче од монаха побеглих из Куманова, док је Дероко сматрао да потиче од имена Куманаца, Бугара. Међутим, најраспрострањеније је мишљење да је овај топоним везан за властелинску породицу Куманци или Куманичићи, која је потицала из ових крајева, а касније се помињу у области Рудника.